# アキシブproject
アキシブproject（アキシブプロジェクト、Akishibu Project）は、日本の女性アイドルグループ。秋葉原の「TwinBox AKIHABARA」をホームグランドとしている。ライブプラネット所属。

## 年譜

### 2012年
- 10月05日 TwinBox AKIHABARAのプレオープンイベントにて元BiSのりなはむ（横山利奈）が発起人となり「“渋谷と秋葉原を繋ぐアイドルグループ”、アキシブproject」を結成したことを発表[2]。TwinPlanetとレコード会社「フォーライフミュージックエンタテイメント(FLME)」の共同プロジェクトとして開始したが、後にFLMEは撤退[3]。
  - 「秋葉原のオタク文化」と「渋谷のギャル文化」を融合させ、新しい文化を作り出すことを目標としており、アイドル事業本部・部長兼プロジェクトリーダーを務める横山が所属事務所Twin Planetの社長に直接話をしたことから、このプロジェクトが始動[4]。横山、ひなひ(計良日向子、秋葉原エリア総括マネージャー)、ゆえち(宮谷優恵、渋谷エリア統括マネージャー)の3人が初期メンバーとなり、「アイドルがプロデュースするアイドル」を掲げ、オーディションで4名のメンバーを募集。それぞれ担当カラーやイメージが設定されていた[注 1]。

### 2013年
- 01月22日 TwinBox AKIHABARAで『アキシブProject 第一弾オーディション』の最終選考が行われた。応募総数1200通の中から絞られた15名による歌と自己PRの審査の模様はニコニコ動画にて生配信された。初期メンバーの3人も審査員として参加し、審議の結果、当初の予定を大幅に上回る15名全員が合格。その後の辞退者を4名を除く11名と、初期メンバー3名の計14名で初ライブ及び第1弾楽曲レコーディングの選抜メンバー7名の座を争うことが発表された[5]。
- 02月16日 荒川、石川、伊関、船木、横山の5名が北参道放送局の公開収録「駆け抜け!!女塾」に出演。横山を除くオーディションで選ばれた4名はファンの前に初登場となった。
- 03月 各メンバーの公式Twitterが開始。それまでTwitterアカウントを所持していたメンバーも新たなアカウントを持ち、ゼロからのスタートとなった。公式サイトにて選抜メンバー選出の参考となる応援投票も開始し、4月上旬に結果発表とあったがこの結果は公開されることはなかった。
- 05月15日 TBS『ツボ娘。』にて鈴木瑛海里が新メンバーとして加入すると発表。
- 05月24日 メンバー13名(鈴木瑛海里はPimm'sのステージに出演)が、初ライブとなる「第1回 ばんどる♪祭 アイドル?フェス IN 赤坂BLITZ」に出演。アイドルグループとしてステージデビュー前にもかかわらず、多くのファンが駆けつけた。全員曲披露の後、荒川、伊関、計良、船木、宮古、宮谷の6人による選抜メンバーでも1曲披露。選抜メンバーは当初予定されていた7名ではなく6名であり、以後のライブもこの6名による出演が続いた。
  - 石川、田口、村山、横山がオムライス女fromアキシブprojectとして、事務所の先輩である光上せあらのバックダンサーを務めた。これにより選抜ではないメンバーもライブへ出演する機会を得たが、これは光上の計らいによるものであった[3]。
  - 選抜メンバーについて公式に発表がないだけでなく、当時メンバーへの説明もなく、選抜6名のみレッスンに呼び出されていた。選抜メンバーとそれ以外のメンバーの間で「アキシブproject」としてステージに立てる者とそうでない者に分かれて溝ができ楽屋での会話すらない時期もあり、レコード会社も離れてしまい、CDデビューの話もなくなり、一時はグループ崩壊寸前に陥った。しかしメンバー間で話し合い、スタッフも変更され、グループ一丸となり状況を立て直していった[3]。
- 11月03日 TwinBox AKIHABARAで、りなはむが「1年目の発足宣言」を発表。また、メンバーの藤本美紀がこの日を最後にグループを脱退。「発足宣言」では、決して順風満帆ではなかったこの一年を振り返り、ここからがアキシブprojectの本当のスタートであると語り、計良をリーダー、宮谷、船木を副リーダーとし、横山はアキシブprojectの代表として新たな一歩を踏み出すこととなった。1月に自主制作のCDリリース、1月から3月までの毎週水曜日に定期公演を実施し、4月には初のワンマンライブ開催も決定[6]。公式サイトも一新された。
- 12月25日 この日のライブをもって、メンバーの村山沙羅が「学校の卒業制作の舞台に専念」するため活動休止。

### 2014年
- 01月15日 TwinBox AKIHABARAにて初の定期公演の際に、ライブ中に他の客に押された被害者が前の客にぶつかり、それに腹を立てた加害者が被害者の顔面を4発殴り流血。警察を呼ぶ騒ぎとなった。その結果として加害者と被害者は出入り禁止処分となった。メンバーは後に加害者を擁護、被害者を罵る形でblogを発表(このblogをきっかけに被害者は自殺未遂を起こす)し、炎上。その後の定期公演と4月に開催予定で初となるワンマンライブが白紙になるという事態となった[7]。
- 05月11日 「アキシブproject りなはむ卒業特別公演」（会場：TwinBox AKIHABARA）で、横山が卒業[8]。
- 07月21日 1stワンマンライブ「～未来を変えていく今～」開催（会場：原宿アストロホール）。
- 08月 宮谷を新リーダーとして新たなアキシブprojectが始動した。

### 2015年
- 01月25日 2ndワンマンライブ「アキシブウェイ～僕らが進む世界に待っている未来～」開催（会場：渋谷O-WEST）。５曲の封印を発表（「Dream in a sea」「空の彼方」「RIVAL」「New World」「Every day 」）
- 04月14日 1stミニアルバム「乱れ髪ファイティングガール」をリリース。
- 05月30日 3rdワンマンライブ「WAY TO DREAM～未来の選択～」開催（会場：新宿BLAZE）。
- 07月04日 「全国LIVEハウスツアー2015～心技体 武者修行～」がスタート[9]。
  - 07月04日 仙台公演（昼・夜）（会場：Space Zero）
  - 07月10日 千葉公演（会場：柏ThumbUp）
  - 07月19日 名古屋公演（会場：名古屋LIVE HALL M.I.D）
  - 07月23日 埼玉公演（会場：Heven'sRockさいたま）
  - 07月24日 広島公演（会場：広島STUDIO MAPLE）
  - 07月26日 福岡公演（昼・夜）（会場：あるあるCity）
  - 08月03日 茨城公演（会場：水戸LIGHTHOUSE）
  - 08月06日 栃木公演（会場：Heven'sRock宇都宮）
  - 08月07日 群馬公演（会場：高崎FLEEZ）
  - 08月08日 新潟公演（昼・夜）（会場：桃源郷）
  - 08月20日 山梨公演（会場：GAZ KOFU）
  - 08月23日 大阪公演（昼・夜）（会場：大阪LIVE HOUSE D'）
  - 08月31日 神奈川公演（会場：横浜BELL’S）
  - 09月18日 ツアーファイナル公演（会場：渋谷duo MUSIC EXCHANGE）封印されていた5曲のうち4曲（「Dream in a sea」「空の彼方」「RIVAL」「New World」）の復活を発表。

### 2016年
- 02月23日 2nd「NEW WORLD」をリリース。
- 03月09日 大谷映美里が定期公演にてアキシブprojectを卒業することを発表。
- 03月22日 アキシブproject 4thワンマンLIVE「Change The World-未来を夢見る僕たちは‐」開催（会場：赤坂BLITZ）。封印されていた１曲「Every day 」の復活。
- 04月17日 大谷映美里卒業公演（会場：サンリオピューロランド）
- 04月29日 「全国5都市LIVEハウスツアー2016 【心技体 武者修行〝改〟】」がスタート[10]。
  - 04月29日 東京公演（会場：新宿BLAZE）
  - 05月08日 神奈川公演（会場：F.A.D  YOKOHAMA）
  - 05月14日 大阪公演（会場：ESAKA MUSE）
  - 05月15日 名古屋公演（会場：名古屋LIVE HALL M.I.D）
  - 05月28日 福岡公演（会場：福岡Beat Station）
  - 06月15日 ツアーファイナル公演（会場：TSUTAYA O-EAST）
- 05月12日 集英社「ヤングジャンプ」No.24に掲載された、「サキドルエースSURVIVAL SEASON5」に荒川優那がエントリー[11]。
- 08月04日 「サキドルエースSURVIVAL SEASON5」で荒川が2位入賞。ヤングジャンプ36号センターグラビアに掲載[12]。
- 08月09日 1stシングル「Summer Summer/セツナツリ」をリリース
- 08月22日 アキシブproject　5thワンマンLIVE「俺の夏 沸け!!」開催（会場：Zepp Tokyo)。
- 10月22日 伊関亜美卒業公演（会場：渋谷duo MUSIC EXCHANGE）
- 10月28日 石川夏海が白泉社「ヤングアニマル」×DMM.yell企画「YAグラ姫2017」ファイナリスト8名のうちの1人に選出される。
- 12月19日 新メンバーとして、星乃まひろ、小此木流花、加藤ゆりなの加入を発表。

### 2017年
- 01月01日 新メンバーとして津代美月が追加加入。
- 01月03日 TOKYO IDOL PROJECT×@JAM ニューイヤープレミアムパーティー2018」にて、新メンバー初ステージ（お披露目）
- 01月27日 石川夏海がヤングアニマルの2017年YAグラ姫グランプリを受賞[13]。2月7日、DMMにて授賞式が行われた[14]。
- 02月22日 約3年間、ほぼ毎週行っていたTwinBox AKIHABARAでの定期ラスト公演。
- 03月09日 新メンバー4名を加えた10人体制でのアキシブproject始動。
- 04月02日 「全国LIVEハウスツアー～十人十色～」がスタート[15]。
  - 04月02日 東京公演（会場：新宿BLAZE）
  - 04月22日 仙台公演（会場：仙台Hook）
  - 04月23日 福島公演（会場：福島OUT LINE）
  - 05月04日 大阪公演（会場：ESAKA MUSE）
  - 05月06日 広島公演（会場：広島Cave-Be）
  - 05月07日 福岡公演（会場：BEAT STATION）
  - 05月14日 北海道公演（会場：Sound Lab mole）
  - 05月21日 名古屋公演（会場：名古屋 LIVE HALL M.I.D）
  - 06月11日 ツアーファイナル公演（会場：赤坂BLITZ）
- 06月07日 荒川優那、石川夏海、船木沙織の3名が定期公演にてアキシブprojectを卒業することを発表[16]。
- 07月27日 荒川優那、石川夏海、船木沙織卒業公演（会場：赤坂BLITZ）
- 08月04日 7人体制でのアキシブproject始動。
- 08月30日 2ndシングル「アバンチュっ!/ナツラブ」をリリース。
- 09月15日 小此木流花が講談社主催「ミスiD2018」ファイナリストに選出。
- 10月19日 津代美月17歳の生誕祭開催（会場：原宿アストロホール）
- 11月03日 小此木流花が「ミスiD2018」にて”CHEERZ賞”受賞。
- 11月06日 計良日向子25歳の生誕祭開催（会場：渋谷WWW）
- 11月19日 アキシブproject 定期公演～月１名古屋特別公演～（会場：名古屋 LIVE HALL M.I.D）
- 12月16日 アキシブproject 定期公演～月１名古屋特別公演～（会場：名古屋 LIVE HALL M.I.D）

### 2018年
- 01月02日 「TOKYO IDOL PROJECT×@JAM ニューイヤープレミアムパーティー2018」にて、今夏、キングレコードよりメジャーデビュー、全国ツアーの開催、新メンバーオーディション開催を発表。
- 01月04日 小此木流花が週刊ヤングジャンプ主催「サキドルエース SURVIVAL SEASON8」に参加[17]。
- 01月06日 ゆりんご19歳の生誕祭開催（会場：渋谷WWW）
- 01月14日 アキシブproject 定期公演～月１名古屋特別公演～（会場：名古屋 LIVE HALL M.I.D）
- 01月17日 TwinBox AKIHABARAでの定期公演を再開。
- 02月17日 アキシブproject 定期公演～月１名古屋特別公演～（会場：名古屋 LIVE HALL M.I.D）
- 02月21日 アキシブproject定期公演～TwinBoxプレミアム～（小此木流花プロデュース公演）
- 03月03日 「全国LIVEハウスツアー2018-迎夏-」がスタート[18]。
  - 03月03日 大阪公演（会場：ESAKA MUSE）
  - 03月17日 名古屋公演（会場：SPADE BOX）
  - 04月08日 東京公演（会場：渋谷O-WEST）
  - 04月15日 新潟公演（会場：桃源郷）
  - 04月30日 福岡公演（会場：福岡INSA）
  - 05月23日 ツアーファイナル公演（会場：マイナビBLITZ赤坂）
- 03月03日 担当カラーの変更を発表。（宮谷優恵、ゆりんご、津代美月）
- 03月10日 星乃まひろ22歳の生誕祭開催（会場：渋谷WWWX）
- 03月21日 アキシブproject定期公演～TwinBoxプレミアム～（ゆりんごプロデュース公演）
- 03月22日 小此木流花が週刊ヤングジャンプ主催「サキドルエース SURVIVAL SEASON8」にて”凖グランプリ”を獲得。
- 04月16日 小此木流花20歳の生誕祭開催（会場：渋谷WWW）
- 04月18日 アキシブproject定期公演～TwinBoxプレミアム～（津代美月プロデュース公演）
- 05月12日 アキシブproject 定期公演～月１名古屋特別公演～（会場：名古屋 LIVE HALL M.I.D）
- 05月16日 アキシブproject定期公演～TwinBoxプレミアム～（星乃まひろプロデュース公演）
- 06月01日 ゆりんごの卒業を発表（6/26渋谷O-WESTのワンマンライブをもって卒業）。
- 06月02日 新メンバーオーディション中間お披露目イベント（会場：AKIBAカルチャーズ劇場）
- 06月03日 アキシブproject 定期公演～月１名古屋特別公演～（会場：名古屋 LIVE HALL M.I.D）
- 06月10日 新メンバーオーディション結果発表イベント（会場：代アニLIVEステーション）最終選考候補者21名の中から新メンバーとして菅野芹那、森下かのん、真城里帆、福山梨乃の4名が加入。
- 06月16日 田口未彩21歳の生誕祭開催（会場：渋谷WWWX）
- 06月26日 ゆりんご卒業公演（会場：TSUTAYA O-WEST）
- 07月01日 由比ガ浜ビーチカフェ「SUMMER&IDOL」にて、アキシブproject新体制お披露目＆リリース記念イベントを実施。
- 07月02日 「MARQUEE祭 Vol.16」にて、新体制として初のステージ及びメジャーデビュー曲「Hola! Hola! Summer」初披露。（会場：渋谷duo MUSIC EXCHANGE）
- 07月15日 新体制初のアキシブproject 定期公演～月１名古屋特別公演～（会場：名古屋 LIVE HALL M.I.D）。そして、メジャーデビュー曲「Hola! Hola! Summer」のカップリング曲「ユメハナビ」を初披露。
- 08月15日 メジャーデビューシングル「Hola! Hola! Summer」をリリース。
- 11月16日 小比木流花、津代美月、星乃まひろの卒業を発表[19]。（2019年2/15、中野サンプラザの7thワンマンライブをもって卒業）

### 2019年
- 01月26日 アキシブproject 6thワンマンLIVE「みなさーーん、準備はいいですかー？一夜限りじゃ足りないかもよ♡」（会場：ZEPP TOKYO ）を開催。宮谷優恵、計良日向子の卒業を発表[20]。
- 02月15日 アキシブproject 7thワンマンLIVE「おいでよこのまま手のなる方へ♡ 忘れられない冬にしよう！！」（会場：中野サンプラザ）を開催。小比木流花、津代美月、星乃まひろが卒業。
- 05月12日 第4期メンバーオーディションに合格した藤木愛、児島七奈、橘ひより、浅見歩果が加入[21]。
- 05月15日 ベストアルバム「AKISHIBU THE BEST」をリリース。
- 05月24日 「宮谷優恵・計良日向子卒業公演」（会場：マイナビBLITZ赤坂）。
- 07月18日 週刊SPA!とTIF2019による企画「真夏のアイドル決定戦2019」に、グループを代表し菅野芹那が出場[22]。同誌8月6日号の表紙およびグラビアページに水着掲載[23]。
- 08月28日 シングル「The First Summer」をリリース。
- 09月02日 菅野芹那の卒業を発表[24]。
- 10月01日 「アキシブproject 菅野芹那 卒業公演」（会場：渋谷WWW X）をもって菅野芹那が卒業。

### 2020年
- 01月16日 真城里帆の卒業を発表[25]。
- 02月16日 アキシブproject ワンマンLIVE「Next Way」開催（会場：Zepp Diver City）。
- 04月06日 森下かのんの契約解除を発表[26]。
- 05月10日 真城里帆が卒業。緊急事態宣言の延長により、卒業公演は行われなかった。
- 05月27日 浅見歩果の卒業を発表[27]。
- 05月31日 浅見歩果が卒業。卒業公演は行われなかった。
- 07月26日 LIVE PLANET総合オーディション2020に合格した新居歩美、山本未悠が加入[28]。
- 09月20日 新体制での活動を開始[29]。

### 2021年
- 01月25日 児嶋七奈の卒業を発表[30]。
- 03月13日 「アキシブproject 児嶋七奈 卒業公演」（会場：白金高輪SELENE）をもって児嶋七奈が卒業。
- 04月17日 「アキシブproject 3都市 夢銭乱舞TOUR」がスタート[31]
  - 04月17日 大阪公演（会場：Takara Osaka）
  - 04月25日 東京公演（会場：TSUTAYA O-EAST）
  - 05月02日 名古屋公演（会場：Diamond Hall）
- 08月03日 シングル「常夏トロピケーション」をデジタルリリース。
- 12月13日 デジタル写真集を対象とした集英社『グラジャパ!アワード2021』で新居歩美がベストブックカバー賞を受賞[32]。

### 2022年
- 05月05日 2022年夏をもって、田口以外のメンバーが卒業し現体制を終了することを発表[33]。
- 08月17日 「アキシブproject現体制終了ライブ」（会場：横浜1000CLUB）を開催[34]。福山、橘、藤木、山本、新居が卒業。
- 11月17日よりTwitterにて、新メンバーを順次発表。20日に新体制が公開[35]。

### 2023年
- 02月20日 星川まのの加入を発表[36]。
- 03月31日 田口未彩が2023年秋にグループを卒業することを発表[37]。
- 04月06日 星川まのが活動辞退[38]。
- 5月3日 甘一姫愛が活動辞退[39]。
- 10月31日 黒崎りあるが12月3日の卒業公演をもって卒業することを発表[40]。
- 12月23日 HEROINESに加入することを発表。運営は引き続きLIVE PLANETが行う。
- 12月31日 桜庭萌桃、神崎らん、清見るん、平沢かえ、茉井良菜の5人が加入し、新体制となった[41]。

### 2024年
- 5月18日 桜庭萌桃が活動辞退。
- 12月19日 水琴まなみ、美山ひなの2人が加入し、新体制となった。

## メンバー

### 現メンバー
| 名前       | よみ          | 愛称       | 生年月日               | 血液型 | 出身地 | カラー         | 加入期 | 活動期間         | 備考                                |
| ---------- | ------------- | ---------- | ---------------------- | ------ | ------ | -------------- | ------ | ---------------- | ----------------------------------- |
| 葵ふう     | あおい ふう   | ふーちゃん | 2003年11月18日（21歳） |        | 東京都 | 青             | 6期生  | 2022年11月20日～ |                                     |
| 古賀みれい | こが みれい   | みれい     | 2004年8月14日（20歳）  | A型    | 埼玉県 | 白             | 6期生  | 2022年11月20日～ |                                     |
| 如月なな   | きさらぎ なな | なーちゃん | 2006年2月17日（19歳）  | B型    | 埼玉県 | 赤             | 6期生  | 2022年11月20日～ |                                     |
| 神崎らん   | かんざき らん | らあら     | 2002年12月12日（22歳） | AB型   | 青森県 | 紫             | 7期生  | 2023年12月31日～ |                                     |
| 清見るん   | きよみ るん   | るんちゃん | 2002年1月8日（23歳）   | B型    |        | オレンジ       | 7期生  | 2023年12月31日～ | 元炭酸くろにくるっ                  |
| 平沢かえ   | ひらさわ かえ | かえちゃん | 2004年7月20日（20歳）  | B型    |        | 黄             | 7期生  | 2023年12月31日～ |                                     |
| 茉井良菜   | まつい らな   | らなてぃん | 1999年1月13日（26歳）  | 不明   | 奈良県 | ミントグリーン | 7期生  | 2023年12月31日～ | 元・Le Siana、煌めき☆アンフォレント |
| 水琴まなみ | みこと まなみ | まなみん   | 2004年8月17日（20歳）  | B型    | 京都府 | 水             | 8期生  | 2024年12月19日～ |                                     |
| 美山ひな   | みやま ひな   |            |                        |        |        | ピンク         | 8期生  | 2024年12月19日～ | 元じーくらむ！、元Agemon!           |

### 過去のメンバー
| 名前       | よみ            | 愛称       | 生年月日               | 血液型 | 出身地   | カラー   | 加入期 | 活動期間                       | 備考                                                         |
| ---------- | --------------- | ---------- | ---------------------- | ------ | -------- | -------- | ------ | ------------------------------ | ------------------------------------------------------------ |
| 鈴木瑛海里 | すずき えみり   | えみりん   | 1995年7月25日（29歳）  | B型    | 東京都   |          | 1期生  | 2013年05月24日～2013年05月     | 元・ワンダーウィード                                         |
| 藤本美紀   | ふじもと みき   | みきてぃ   | 1996年2月26日（29歳）  | B型    | 兵庫県   |          | 1期生  | 2013年05月24日～2013年11月03日 | 卒業後CAMOUFLAGEに加入(2017年1月に卒業)                      |
| 村山沙羅   | むらやま さら   | らむち     | 1993年9月23日（31歳）  | B型    | 静岡県   |          | 1期生  | 2013年05月24日～2013年12月25日 | 学校の舞台のため活動休止中                                   |
| 宮古かおり | みやこ かおり   | かおりん   | 1994年11月3日（30歳）  |        |          |          | 1期生  | 2013年05月24日～2014年03月26日 |                                                              |
| 横山利奈   | よこやま りな   | りなはむ   | 1992年4月11日（33歳）  | A型    | 神奈川県 |          | 1期生  | 2012年10月05日～2014年05月11日 | ex.BiS、BPM15Q→CY8ER、ストロベリー症候群                     |
| 林玲奈     | はやし れな     | れなくん   | 1993年11月23日（31歳） |        | 東京都   |          | 1期生  | 2013年05月24日～2014年05月21日 |                                                              |
| 大谷映美里 | おおたに えみり | みりにゃ   | 1998年3月15日（27歳）  | O型    | 東京都   | 白       | 1期生  | 2013年05月24日～2016年04月17日 | 現・=LOVE                                                    |
| 伊関亜美   | いせき あみ     | あみらくる | 1997年1月28日（28歳）  | A型    | 神奈川県 | 水色     | 1期生  | 2013年05月24日～2016年10月22日 | Hanachu読者モデル                                            |
| 荒川優那   | あらかわ ゆうな | ゆうなりん | 1993年10月16日（31歳） | A型    | 熊本県   | 緑       | 1期生  | 2013年05月24日～2017年07月27日 | 乃木坂46オーディション最終選考                               |
| 石川夏海   | いしかわ なつみ | あぶちゃん | 1996年6月15日（29歳）  | A型    | 千葉県   | 紫       | 1期生  | 2013年05月24日～2017年07月27日 | 元・Love Cocchi YAグラ姫2017グランプリ                       |
| 船木沙織   | ふなき さおり   | さおりん   | 1993年3月25日（32歳）  | A型    | 宮城県   | 赤       | 1期生  | 2013年05月24日～2017年07月27日 | INSTAR所属 卒業後ヘラヘラ三銃士にてYouTuberとして活動        |
| ゆりんご   | ゆりんご        | ゆりんご   | 1999年1月7日（26歳）   | O型    | 埼玉県   | 紫       | 2期生  | 2017年03月09日～2018年06月26日 | 2018年1月6日に加藤ゆりなから改名                             |
| 小此木流花 | おこのぎ るか   | るーるる   | 1998年4月16日（27歳）  | O型    | 群馬県   | 白       | 2期生  | 2017年03月09日～2019年02月15日 | 現・JamsCollection                                           |
| 津代美月   | つしろ みずき   | ツシロ     | 2000年10月16日（24歳） | O型    | 大阪府   | 緑       | 2期生  | 2017年03月09日～2019年02月15日 | 現・Jams Collection                                          |
| 星乃まひろ | ほしの まひろ   | ほに       | 1996年3月8日（29歳）   | O型    | 東京都   | 青       | 2期生  | 2017年03月09日～2019年02月15日 |                                                              |
| 計良日向子 | けら ひなこ     | ひなひ     | 1992年11月5日（32歳）  | AB型   | 埼玉県   | オレンジ | 1期生  | 2013年05月24日～2019年05月24日 |                                                              |
| 宮谷優恵   | みやたに ゆえ   | ゆえち     | 1995年7月20日（29歳）  | B型    | 東京都   | 赤       | 1期生  | 2013年05月24日～2019年05月24日 | Popteenモデル                                                |
| 菅野芹那   | かんの せりな   | せりり     | 1999年1月7日（26歳）   | O型    | 東京都   | 水色     | 3期生  | 2018年07月01日～2019年10月02日 | ミスiD2020ファイナリスト 歌舞伎町のキャバクラVENET TOKYO勤務 |
| 森下かのん | もりした かのん | のんちゃん | 2001年6月29日（23歳）  | A型    | 茨城県   | 黄       | 3期生  | 2018年07月01日～2020年04月06日 |                                                              |
| 真城里帆   | ましろ りほ     | りったん   | 1999年12月20日（25歳） | A型    | 東京都   | 紫       | 3期生  | 2018年07月01日～2020年05月10日 | 現・のんふぃく!                                              |
| 浅見歩果   | あさみ あゆか   | あゆちゃん | 2002年9月17日（22歳）  | B型    | 熊本県   | 白       | 4期生  | 2019年05月14日～2020年05月31日 |                                                              |
| 児嶋七奈   | こじま なな     | な～ちゃん | 1999年6月17日（26歳）  | O型    | 群馬県   | オレンジ | 4期生  | 2019年05月14日～2021年03月13日 |                                                              |
| 福山梨乃   | ふくやま りの   | りのまる   | 1997年12月24日（27歳） | 不明   | 東京都   | 水色     | 3期生  | 2018年07月01日～2022年08月17日 | 卒業後CANDY TUNEに加入                                       |
| 橘ひより   | たちばな ひより | ひより     | 2002年8月11日（22歳）  | O型    | 東京都   | 青       | 4期生  | 2019年05月14日～2022年08月17日 | はまちひよりとして、ガガピエロを経て、現・chuLa              |
| 藤木愛     | ふじき まな     | まなてぃ   | 1998年12月21日（26歳） | AB型   | 大阪府   | 赤       | 4期生  | 2019年05月14日～2022年08月17日 | まにゃかにとして踊り手活動をしていた                         |
| 山本未悠   | やまもと みゆ   | みゆゆ     | 2001年3月12日（24歳）  | A型    | 滋賀県   | 黄       | 5期生  | 2020年07月26日〜2022年08月17日 | 現・Olnew                                                    |
| 新居歩美   | にい あゆみ     | あゆち     | 2003年6月28日（21歳）  | O型    | 香川県   | 白       | 5期生  | 2020年07月26日〜2022年08月17日 | 卒業後ドラマチックレコードに加入                             |
| 星川まの   | ほしかわ まの   |            |                        |        |          | 緑       |        | 2023年02月20日〜2023年04月06日 |                                                              |
| 甘一姫愛   | あまい きあら   | きあちゃん | 2002年8月20日（22歳）  |        | 北海道   | 黄色     | 6期生  | 2022年11月20日～2023年5月3日   | 元・Dear8                                                    |
| 田口未彩   | たぐち みいろ   | みぃちゃん | 1997年6月26日（27歳）  | AB型   | 茨城県   | ピンク   | 1期生  | 2013年05月24日～2023年         | リーダー Tokyo Cheer② Party最終候補生                        |
| 黒崎りある | くろさき りある | りある     | 2003年8月28日（21歳）  |        | 埼玉県   | 紫       | 6期生  | 2022年11月20日～2023年12月3日  | 元・天使にはなれない、YAMINABE                               |
| 桜庭萌桃   | さくらば もも   | ももちゃん | 2006年5月1日（19歳）   | O型    | 愛知県   | 桃       |        | 2023年12月31日～2024年5月18日  | 元・アモレカリーナ名古屋、LUCIANNA、BUDPiNK                  |

## 作品

### ベストアルバム
- AKISHIBU THE BEST（2019年5月15日、キングレコード）
  - 初回限定盤（KICS-93797）
  - 通常盤（KICS-3797）

### ミニアルバム
- 乱れ髪ファイティングガール（2015年4月14日、TP IDOL）
- NEW WORLD（2016年2月23日、TP IDOL）

### シングル
- Summer Summer/セツナツリ（2016年8月9日、フォースミュージック）
- アバンチュっ!/ナツラブ（2017年8月30日、OTODAMA RECORDS）
- Hola! Hola! Summer（2018年8月15日、キングレコード）
- The First Summer（2019年8月28日、キングレコード）
- 常夏トロピケーション（2021年8月3日、アキシブproject）

## ライブ
- 渋谷DESEOアイドルまつりvol4～売切必死！？聖地公演～編（2013年5月19日、TwinBox AKIHABARA）- オムライス女
- 第1回 ばんどる♪祭 アイドル♥フェス IN 赤坂BLITZ（2013年5月24日、赤坂BLITZ）
- 今度はasiaだ！！渋谷DESEOアイドルまつりvol.5 ～TIF組も生誕組も○○組も集合　club asia編～（2013年6月18日、club asia）
- あきばトゥイン☆トゥインフェスティバル（2013年6月29日、TwinBox AKIHABARA）
- 聖地再び！！「渋谷DESEOアイドルまつりvol9」～届けあなたに！！この想い！！AKIBAの夜は熱いぜ～編（2013年7月15日、TwinBox AKIHABARA） - オムライス女
- トゥイン☆トゥイン フェスティバル（2013年7月30日・8月25日・9月18日・9月25日・10月5日・10月19日・11月3日・12月1日・12月25日、TwinBox AKIHABARA）
- 淳の休日 大人の文化祭（2013年8月10日、TSUTAYA O-EAST） - オムライス女
- ワンコインでおためしアキシブ☆（2013年9月25日・10月5日、TwinBox AKIHABARA）

## 出演

### テレビ
- TOKIOカケル（2013年2月20日、フジテレビ）- 宮古
- 特報!B級ニュースSHOW（2013年3月12日、テレビ東京）- BKAオーディション：荒川、石川、伊関
- ブラックミリオン（2013年5月11日、テレビ東京）- 伊関、田口、船木
- キャサリン三世（2013年6月18日・7月23日、フジテレビ） - 18日船木、23日計良
- 真夜中のおバカ騒ぎ!（2013年7月4日・11日・18日・25日、千葉テレビ放送、7月6日・13日・20日・27日、東京MXテレビ）- 横山
- ガールズトーク薔薇組（2013年10月1日 - 毎週火曜、テレビ朝日）- 林：青薔薇の優希役
- お願い!ランキング（2013年11月28日、テレビ朝日）- 船木、宮谷
- えりぬきアイドルがその場で調べるニュースの結論（略して）バラ売り（2016年8月27日、Kawaiian TV）- 計良

### 舞台
- 時空警察ヴェッカー1983（2013年8月14日、16 - 18日、笹塚ファクトリー）- 横山
- 郎の森☆～アイドル人狼～（2013年11月11日・25日・12月9日、TwinBox AKIHABARA）- 荒川、船木、横山

### イベント
- ニコニコ超会議 秋葉工房ブース（2013年4月27日、幕張メッセ）
- アキシブクリスマスプレミアム☆サンタコス2ショット写メ会（12月25日、TwinBox AKIHABARA）

### 写真集
- 『ツシロ セブンティーン（津代美月1st写真集）』（2017年12月、天使かよ!） - 津代

### 雑誌
- 月刊デ☆ビュー（オリコン・エンタテインメント）
- 月刊Audition（白夜書房）
- Top Yell（竹書房）
- fAUG vol.2（講談社MOOK）
- NAILISTA（セブン&アイ出版）- 石川、伊関
- 漫画アクション（双葉社）
- グランドジャンプPREMIUM VOL.25（集英社）
- 「ヤングアニマル」（白泉社）
  - 2016年22号（11月11日発売）- 表紙（石川のみ）[49]
  - 2017年9号 - 14号、巻末企画連載（石川のみ）[50]

### ネット配信
- 小森純の大盛りでいただきます（2012年11月19日・26日、NOTTV）- 横山
- 抜け駆け!!女塾 (2013年2月16日・3月23日・4月28日・5月26日・6月30日、北参道放送局、7月30日・8月25日・9月23日・12月1日、TwinBox AKIHABARA)
- トクモリ（2013年5月27日・6月3日・6月10日、NOTTV）
- 抜け駆け!!女塾 秋の大運動会SP！！（2013年10月27日、中央区総合スポーツセンター）
- 第66回自主法政祭　抜け駆け!!女塾　出張番外編　in　法政大学（2013年11月4日、法政大学市ヶ谷キャンパス）